# Minden jót, Leo Grande
A Minden jót, Leo Grande (eredeti cím: Good Luck to You, Leo Grande) 2022-ben bemutatott filmvígjáték-dráma, amelyet Katy Brand forgatókönyvéből Sophie Hyde rendezett. A főbb szerepekben Emma Thompson és Daryl McCormack látható. 
A történet középpontjában egy nyugdíjas nő áll, aki felfogad egy fiatal szexmunkást, hogy segítsen neki megtapasztalni a szex élvezetét.
Világpremierje a 2022-es Sundance Filmfesztiválon volt 2022. január 22-én. Az Egyesült Királyságban 2022. június 17-én került a mozikba. Az Amerikai Egyesült Államokban digitális formátumban a Searchlight Pictures forgalmazásában a Hulu eredeti filmjeként jelent meg. Magyarországon 2022. szeptember 1-jén mutatta be a Fórum Hungary. 
Általánosságban a kritikusok elismerően nyilatkoztak a színészi alakításokról. Thompson BAFTA-díjat és egy Golden Globe-jelölést kapott az alakításáért.

## Cselekmény
Nancy Stokes nyugdíjas vallás- és etikatanárnő, két éve özvegy. Férjével sivárnak találta a szexuális életüket és soha nem volt orgazmusa, ezért felfogad egy Leo Grande nevű fiatal szexmunkást és találkozót szervez vele egy londoni hotelszobában. Leo elmagyarázza neki, hogy nem érzi magát kizsákmányolva a szexmunka miatt és minden nőben talál valamit, ami izgatja, így nincs szüksége "kis kék pirulákra" ahhoz, hogy szexeljen vele. Leo közvetlensége ellenére Nancy nehezen nyílik meg előtte fizikailag. Újra és újra elkalandozik a gyermekeiről szóló beszélgetésekbe, majd a családjáról kérdezi a férfit. Kiderül, Leo anyja és öccse semmit sem tud a szexmunkáról, és azt hiszik, Leo egy olajfúrótornyon dolgozik. Leónak hiányzik az öccse, viszont az anyja már rég eltávolodott tőle.
A második találkozásra Nancy összeír egy bakancslistát a szexuális vágyairól, bár a gátlásai még mindig nagyon erősek. A harmadik találkozó drámai fordulatot eredményez: Nancy Leo valódi kilétét kutatva megtudta a férfi nevét, és elmondja neki. Viselkedését azzal indokolja, hogy meg akarta tudni, ki is a férfi valójában, és részese akart lenni az életének. Szívesen beszélne az édesanyjával is. Leo dühös lesz, mert Nancy a szabályok ellenére behatolt a magánéletébe. Az anyja 15 éves korában magára hagyta, és olyan volt, mint Nancy, aki magas lóról ítélkezik a gyerekei felett. Az anyja vagy egyáltalán nem látta őt vagy olyan elvárásai voltak vele szemben, amelyeket nem teljesített. Felöltözik, és kijelenti, hogy vége az összejárásoknak. Miközben a mobiltelefonját keresi, ami egy fotel alatt köt ki, némi rendetlenséget okoz a hotelszobában.
Mindazonáltal később újra találkoznak, ezúttal egy kávéra a hotel halljában. A pincérnő, Becky felismeri Nancyt, mint egykori tanárnőjét és az igazi nevén, Mrs. Robinsonnak szólítja. Leo a Nancyvel való legutóbbi találkozás után elmondta a testvérének, hogy valójában mivel foglalkozik – utóbbi amúgy is valami ilyesmire gyanakodott. Az édesanyja a testvére szerint még mindig nem beszél Leóról. Nancy megtudja Leótól, az anyja egy szomszéddal együtt berontott Leo és barátai összejövetelére, ahol nemi közösülésre is volt példa. Megalázva és szégyenkezve érezte magát, így megtagadta Leót. Nancy számára a találkozók szintén a tudatosság változásához vezettek: Bocsánatot kér a ledöbbent Beckytől, amiért iskoláskorában ribancnak nevezte, mert túl rövid volt a szoknyája. Nancy bevallja Beckynek, hogy lefeküdt Leóval, és elmennek a hotelszobába. Nancy most már képes élvezni a szexet, és miközben Leo szexjátékot kezd keresni, maszturbálás közben orgazmusa van. Örökre szóló jókívánságokkal válnak el egymástól. Nancy meztelenül nézi magát a tükörben: immár nem szégyelli a saját testének látványát.

## Szereplők
| Színész            | Szerep                        | Magyar hang     |
| ------------------ | ----------------------------- | --------------- |
| Emma Thompson      | Nancy Stokes / Susan Robinson | Kovács Nóra     |
| Daryl McCormack    | Leo Grande / Connor           | L. Nagy Attila  |
| Isabella Laughland | Becky                         | Szilágyi Csenge |
| Charlotte Ware     | pincérnő                      | Laudon Andrea   |
| Carina Lopes       | pincérnő                      | Soltra Daniéla  |

## A film készítése
2020 októberében jelentették be, hogy Emma Thompson lesz a főszereplője a Sophie Hyde által rendezett filmnek, amelynek forgatókönyvét Katy Brand írta. A Genesius Pictures és a Cornerstone Films közös projektje, a producerek Debbie Gray és Adrian Politowski voltak. Daryl McCormack 2021 februárjában csatlakozott a stábhoz.
A forgatás 2021. március 8-án kezdődött és 2021. április 20-án fejeződött be. A forgatási helyszínek között szerepelt London és Norwich.
Thompson azt nyilatkozta: a meztelen jelenetek ebben a filmben valószínűleg a legnehezebb dolgok közé tartoznak, amelyeket valaha is meg kellett csinálnom.
McCormacknak és Thompsonnak nem volt szüksége intimitás-koordinátorra a szexjelenetek felvételéhez.

## Fordítás
- Ez a szócikk részben vagy egészben  a   Good Luck to You, Leo Grande című angol Wikipédia-szócikk fordításán alapul.  Az eredeti cikk szerkesztőit annak laptörténete sorolja fel. Ez a jelzés csupán a megfogalmazás eredetét és a szerzői jogokat jelzi, nem szolgál a cikkben szereplő információk forrásmegjelöléseként.